# لويس ليو سنايدر
لويس ليو سنايدر (بالإنجليزية: Louis Leo Snyder)‏ هو مؤرخ العصر الحديث ‏ وأستاذ جامعي ومؤرخ أمريكي، ولد في 4 يوليو 1907 في أنابولس في الولايات المتحدة، وتوفي في 25 نوفمبر 1993 في برينستون في الولايات المتحدة.